# Nós Diario
Nós Diario es un periódico gallego editado en Santiago de Compostela. Su primer número impreso salió a la calle el 2 de enero de 2020.

## Historia
En noviembre de 2017, la junta de administración de la empresa Sermos Galiza S.A. emitió un comunicado anunciando su intención de comenzar a publicar un periódico en papel. Para hacerlo realidad, se reunió un grupo promotor de 175 personas y colectivos sociales, que presentó el proyecto en enero de 2018. Habiendo logrado la participación de más de 3000 suscriptores, anunció su lanzamiento en 2019, apareciendo en los quioscos en enero de 2020 con ejemplares cinco días a la semana (de martes a sábado).
El diario fue excluido por el Gobierno gallego del reparto de ayudas a los medios de comunicación en 2021, con el argumento de no ser un periódico, pese a que la OJD define como tal a "toda publicación que se publica cuatro o más días por semana". La Junta volvió a excluir al diario de la línea de ayudas en 2022, pese a que entre sus objetivos figura la normalización de la lengua y la defensa de la cultura gallega. Los reclamos de la empresa fueron desestimados por el TSJG en enero de 2023.
Es miembro de la Asociación Europea de Diarios en Lenguas Minoritarias o Regionales (MIDAS).

## Junta de administración
- Presidente: Xoán Costa
- Secretario: Xoán Colazo
- Gerente: Roberto Vilameá
- Asesores: Celia Armas García, Nemesio Barxa, Nicolasa Castro, Manuel da Cal Vázquez, Rubén Lois, Ana Rodiño, Marga Romero, Xurxo Souto, Sira Vidal.